# Williams FW11B
Chronologie des modèles (1987)
Williams FW11 Williams FW12
La Williams FW11B est la monoplace de Formule 1 engagée par l'écurie britannique Williams F1 Team dans le cadre du championnat du monde de Formule 1 1987. Elle est pilotée par le Britannique Nigel Mansell, présent au sein de l'équipe depuis 1985 et remplacé par l'Italien Riccardo Patrese pour le Grand Prix d'Australie après un accident au Grand Prix du Japon, et le Brésilien Nelson Piquet, double champion du monde, qui effectue sa deuxième année chez Williams.
Équipée d'un moteur V6 turbocompressé Honda, la FW11B domine la saison et permet à Williams de remporter le titre de champion du monde des constructeurs et à Piquet d'obtenir un troisième titre de champion du monde.

## Williams FW11C
En 1987, Williams met au point une FW11C afin de tester le moteur V8 Judd CV utilisé en 1988.

## Résultats en championnat du monde de Formule 1
| Saison | Écurie                    | Moteur            | Pneumatiques | Pilotes          | Courses | Courses | Courses | Courses | Courses | Courses | Courses | Courses | Courses | Courses | Courses | Courses | Courses | Courses | Courses | Courses | Points inscrits | Classement |
| Saison | Écurie                    | Moteur            | Pneumatiques | Pilotes          | 1       | 2       | 3       | 4       | 5       | 6       | 7       | 8       | 9       | 10      | 11      | 12      | 13      | 14      | 15      | 16      | Points inscrits | Classement |
| ------ | ------------------------- | ----------------- | ------------ | ---------------- | ------- | ------- | ------- | ------- | ------- | ------- | ------- | ------- | ------- | ------- | ------- | ------- | ------- | ------- | ------- | ------- | --------------- | ---------- |
| 1987   | Canon Williams Honda Team | Honda RA167E V6 T | Goodyear     |                  | BRÉ     | SMR     | BEL     | MON     | DET     | FRA     | GBR     | ALL     | HON     | AUT     | ITA     | POR     | ESP     | MEX     | JAP     | AUS     | 137             | Champion   |
| 1987   | Canon Williams Honda Team | Honda RA167E V6 T | Goodyear     | Nigel Mansell    | 6e      | 1er     | Abd.    | Abd.    | 5e      | 1er     | 1er     | Abd.    | 14e     | 1er     | 3e      | Abd.    | 1er     | 1er     | Np.     |         | 137             | Champion   |
| 1987   | Canon Williams Honda Team | Honda RA167E V6 T | Goodyear     | Nelson Piquet    | 2e      | Np.     | Abd.    | 2e      | 2e      | 2e      | 2e      | 1er     | 1er     | 2e      | 1er     | 3e      | 4e      | 2e      | 15e     | Abd.    | 137             | Champion   |
| 1987   | Canon Williams Honda Team | Honda RA167E V6 T | Goodyear     | Riccardo Patrese |         |         |         |         |         |         |         |         |         |         |         |         |         |         |         | 9e      | 137             | Champion   |

Légende : ici